# Palacete de los Burgos
El palacete de los Burgos es un edificio residencial situado en el municipio español de Córdoba, en la provincia homónima. Se encuentra localizado en el número 14 de la calle Julio Romero de Torres.

## Características
El edificio, que fue levantado a finales del siglo XIX, está constituido por un gran patio al que dan las distintas dependencias, formando un cuerpo en forma de U que se abre a la zona de entrada. La fachada principal está levantada en ladrillo visto, en varias tonalidades, y cubierta de teja a un y dos aguas. El complejo cuenta también con varias dependencias auxiliares, como cocheras, almacenes, etc. En los últimos años ha habido varios proyectos enfocados en su reconversión como hotel.